# Hradiště Závada
Hradiště Závada (nebo hrad Závada, tvrz Závada či hrádek Závada) se nachází v Panském lese, západně od vesnice Závada v okrese Opava v Moravskoslezském kraji v Opavské pahorkatině. Na místě jsou jen znatelné příkopy a valy a místo je celoročně volně přístupné.

## Další informace
Vznik hrádku spadá do poslední čtvrtiny 13. století. Nejprve patřil Benešovicům a později pánům z Drahotuš, kteří zde měli opevněný hrádek či tvrz. Hrádek by zřejmě poprvé dobyt opavským knížetem Mikulášem II. roku 1318. Podhradní obec Závada je písemně poprvé připomínána v roce 1349. Později, příslušnost k husitům přiměla odpůrce v době husitských válek k dobytí hrádku. V roce 1999, v rámci výročí obce Závada, byl hrádek turisticky atraktizován dřevěnými přístavbami, informačními tabulemi, lavičkami, turistickým přístřeškem a naučnou stezkou. Hradiště se skládá z oválné středové části obklopené dvěma soustřednými hlubokými příkopy a valy. Archeologické výzkumy proběhly v letech 1953, 1979-1980 a 2005. Byly objeveny středověké keramické střepy, kovové předměty a lebka psa (vše ze 13. až 15. století), zajímavý je také objev jednoho střepu pocházejícího ze starší lužické kultury popelnicových polí.

## Galerie

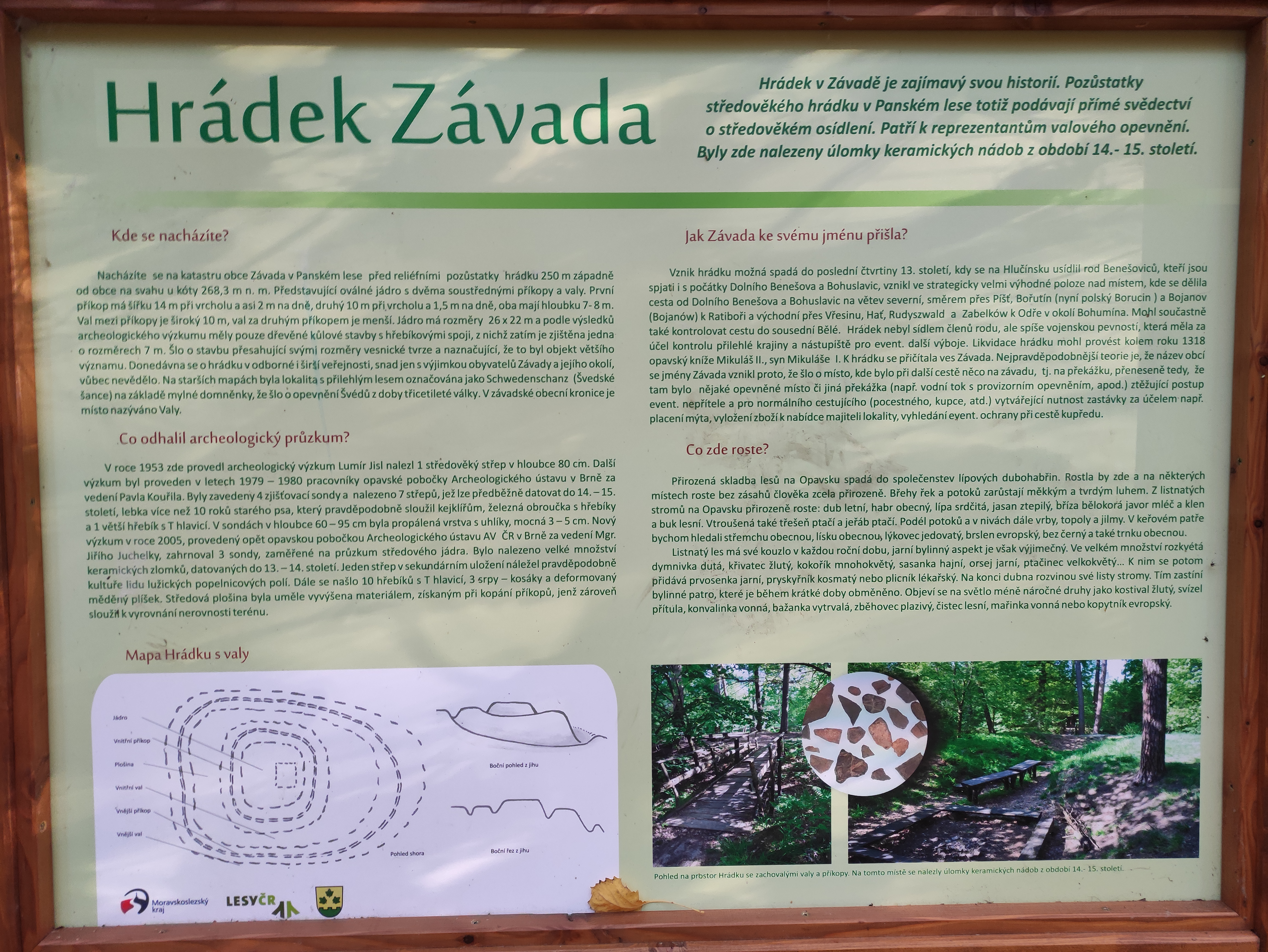
Informační tabule u hradiště
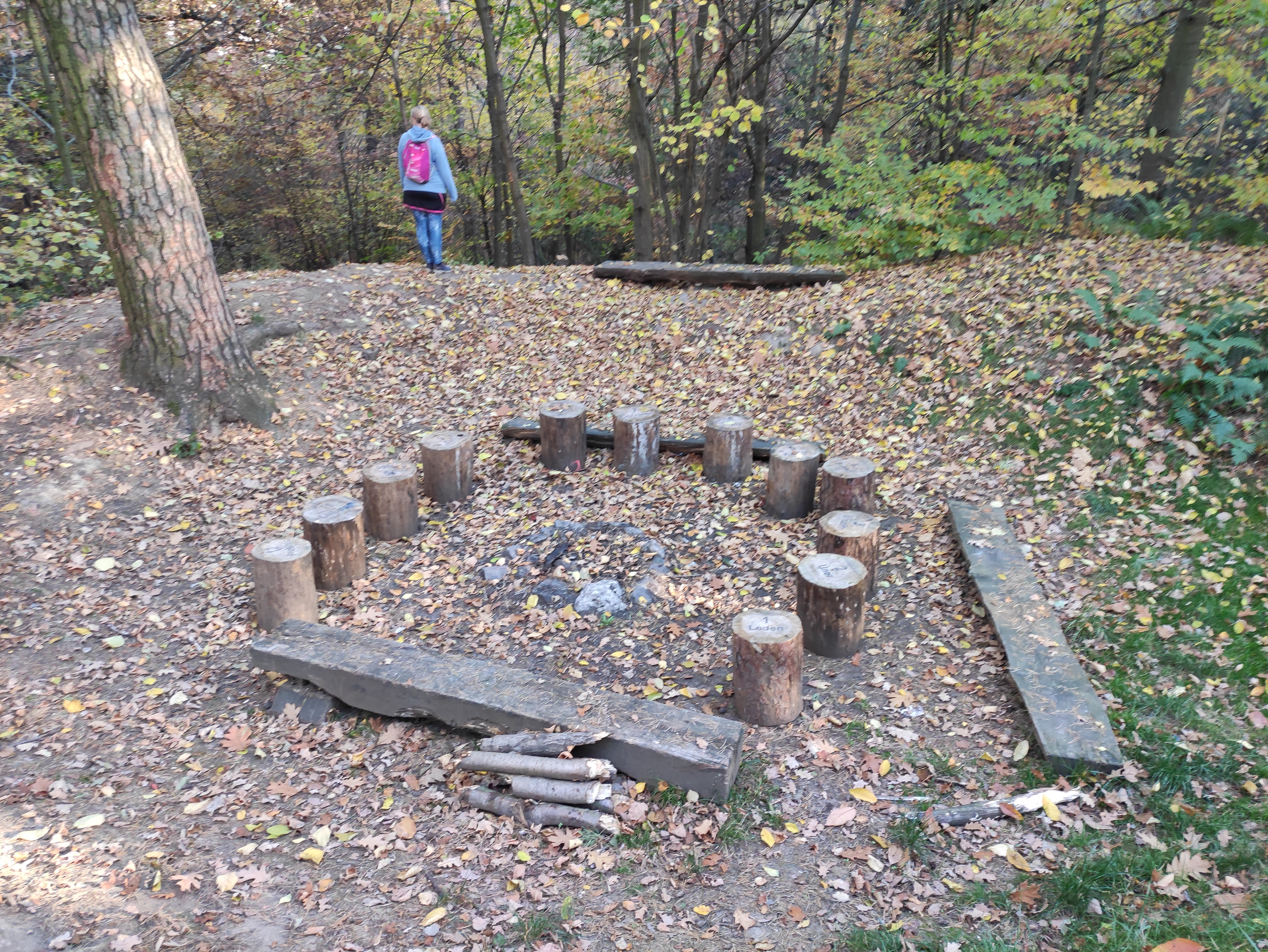
Jádro hradu
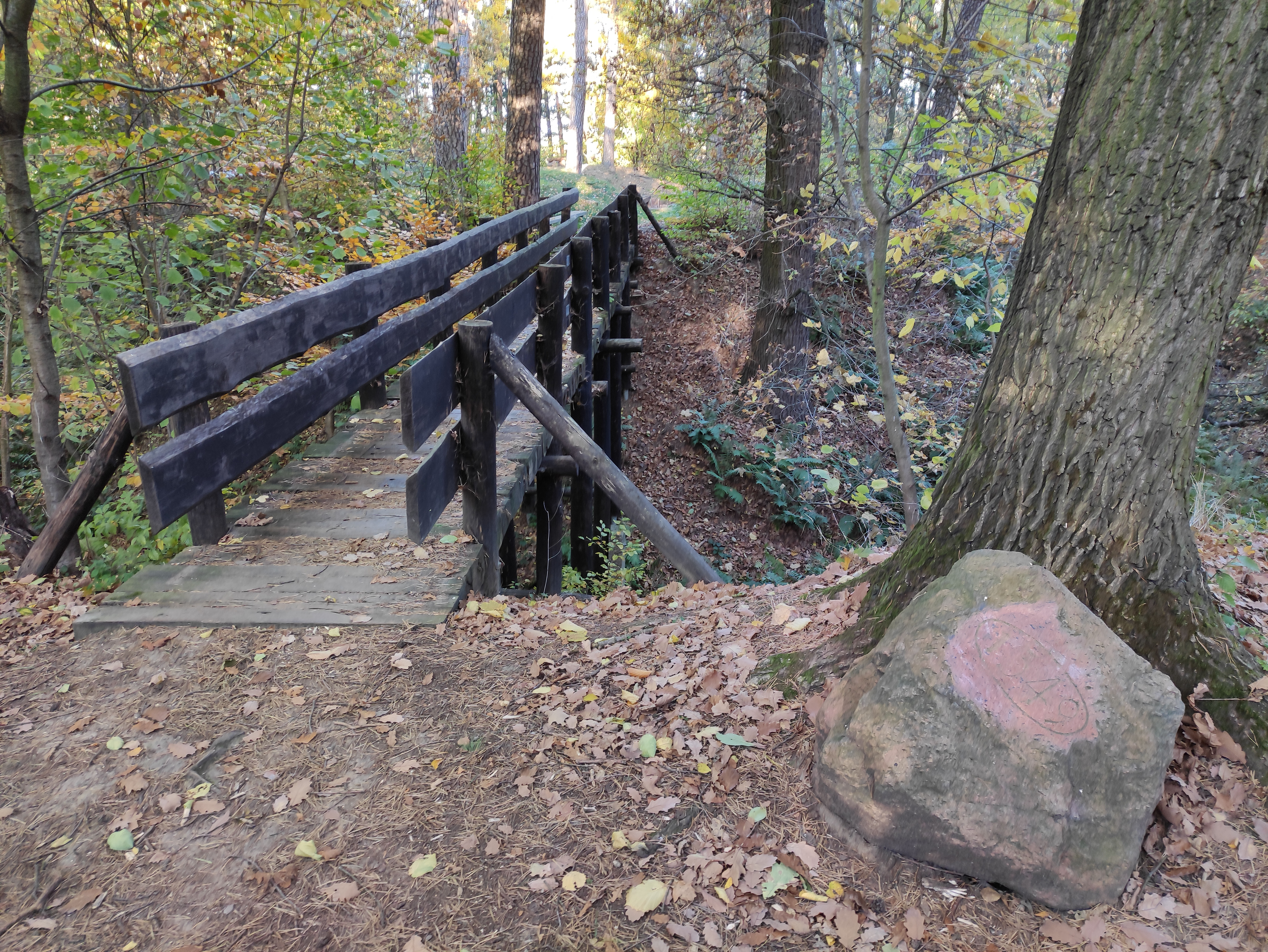
Most přes druhý příkop